# Jähdyslahti
Jähdyslahti är en vik i sjön Vaskivesi vid byn Jäähdyspohja i Virdois i Birkaland.